# تاکویا شیمامورا
تاکویا شیمامورا (انگلیسی: Takuya Shimamura؛ زادهٔ ۶ مارس ۱۹۹۹) بازیکن فوتبال است.